# Сан-Леополду
Сан-Леополду (порт. São Leopoldo) — муниципалитет в Бразилии, входит в штат Риу-Гранди-ду-Сул. Составная часть мезорегиона Агломерация Порту-Алегри. Входит в экономико-статистический микрорегион Порту-Алегри. Население составляет 207 721 человек на 2007 год. Занимает площадь 102,313 км². Плотность населения — 2076,9 чел./км².
В Сан-Леополду базируется компания Taurus Armas, крупнейший производитель огнестрельного оружия в Латинской Америке.

## История
Город основан 25 июля 1824 года.

## Статистика
- Валовой внутренний продукт на 2004 год составляет 2 005 186 000,00 реалов (данные: Бразильский институт географии и статистики).
- Валовой внутренний продукт на душу населения на 2004 год составляет 9701,00 реалов (данные: Бразильский институт географии и статистики).
- Индекс развития человеческого потенциала на 2000 год составляет 0,805 (данные: Программа развития ООН).

## География
Климат местности: субтропический.